# Rondania cucullata
Rondania cucullata là một loài ruồi trong họ Tachinidae.